# Yangting (köpinghuvudort i Kina, Shandong Sheng, lat 37,42, long 122,03)
Yangting (kinesiska: 羊亭, 羊亭镇) är en köpinghuvudort i Kina. Den ligger i provinsen Shandong, i den östra delen av landet, omkring 450 kilometer öster om provinshuvudstaden Jinan. Antalet invånare är 31 118. Befolkningen består av 14 578 kvinnor och 16 540 män. Barn under 15 år utgör 7,0 %, vuxna 15-64 år 78 %, och äldre över 65 år 13,0 %.
Runt Yangting är det tätbefolkat, med 319 invånare per kvadratkilometer. Närmaste större samhälle är Weihai, 11,7 km nordost om Yangting. Trakten runt Yangting består till största delen av jordbruksmark.
Genomsnittlig årsnederbörd är 717 millimeter. Den regnigaste månaden är juli, med i genomsnitt 210 mm nederbörd, och den torraste är januari, med 14 mm nederbörd.